# Ronde van Lombardije 1926
De Ronde van Lombardije 1926 was de 22e editie van deze eendaagse Italiaanse wielerwedstrijd, en werd verreden op zondag 31 oktober 1926. Het parcours leidde van Milaan naar Milaan en ging over een afstand van 251 kilometer. De wedstrijd werd gewonnen door de Italiaan Alfredo Binda na een solo van 170 kilometer. 

## Uitslag
| Ronde van Lombardije 1926 |                     |                       |           |
| Plaats                    | Naam                | Ploeg                 | Tijd      |
| Winnaar                   | Alfredo Binda       | Legnano-Pirelli       | 9u52'32"  |
| 2                         | Antonio Negrini     | Wolsit-Pirelli        | +29'40"   |
| 3                         | Ermanno Vallazza    | Legnano-Pirelli       | z.t.      |
| 4                         | Ottavio Bottecchia  | Automoto-Hutchinson   | +32'18"   |
| 5                         | Umberto Brivio      |                       | +33'12"   |
| 6                         | Domenico Piemontesi | Alcyon-Dunlop         | +33'26"   |
| 7                         | Marco Giuntelli     |                       | +35'05"   |
| 8                         | Secondo Martinetto  |                       | +1u01'28" |
| 9                         | Aimé Dossche        | Christophe-Hutchinson | z.t.      |
| 10                        | Michele Robotti     | Olympia-Dunlop        | +1u08'28" |

1905 · 1906 · 1907 · 1908 · 1909 · 1910 · 1911 · 1912 · 1913 · 1914 · 1915 · 1916 · 1917 · 1918 · 1919 · 1920 · 1921 · 1922 · 1923 · 1924 · 1925 · 1926 · 1927 · 1928 · 1929 · 1930 · 1931 · 1932 · 1933 · 1934 · 1935 · 1936 · 1937 · 1938 · 1939 · 1940 · 1941 · 1942 · 1943 · 1944 · 1945 · 1946 · 1947 · 1948 · 1949 · 1950 · 1951 · 1952 · 1953 · 1954 · 1955 · 1956 · 1957 · 1958 · 1959 · 1960 · 1961 · 1962 · 1963 · 1964 · 1965 · 1966 · 1967 · 1968 · 1969 · 1970 · 1971 · 1972 · 1973 · 1974 · 1975 · 1976 · 1977 · 1978 · 1979 · 1980 · 1981 · 1982 · 1983 · 1984 · 1985 · 1986 · 1987 · 1988 · 1989 · 1990 · 1991 · 1992 · 1993 · 1994 · 1995 · 1996 · 1997 · 1998 · 1999 · 2000 · 2001 · 2002 · 2003 · 2004 · 2005 · 2006 · 2007 · 2008 · 2009 · 2010 · 2011 · 2012 · 2013 · 2014 · 2015 · 2016 · 2017 · 2018 · 2019 · 2020 · 2021 · 2022 · 2023 · 2024 · 2025